# نبرد اوچیده‌هاما (دوره سنگوکو)
نبرد اوچیدهاما (به ژاپنی: 打出浜の戦い Uchidehama no Tatakai) در ۱۵۸۲، در نزدیکی کیوتو، ژاپن، پس از نبرد یامازاکی رخ داد.